# Ans Panhorst-Niesink
Anna Elisabeth „Ans” Panhorst-Niesink z domu Niesink, po pierwszym mężu Woltman (ur. 28 października 1918 w Amsterdamie, zm. 25 lipca 2010 tamże) – holenderska lekkoatletka, specjalistka rzutu dyskiem i pchnięcia kulą, medalistka mistrzostw Europy z 1946.
Zajęła 7. miejsce w rzucie dyskiem na igrzyskach olimpijskich w 1936 w Berlinie. Na mistrzostwach Europy w 1938 w Wiedniu zajęła 7. miejsce w rzucie dyskiem i 11. miejsce w pchnięciu kulą.
Zdobyła srebrny medal w rzucie dyskiem na mistrzostwach Europy w 1946 w Oslo, przegrywając jedynie z reprezentantką Związku Radzieckiego Niną Dumbadze, a przed Jadwigą Wajsówną. W pchnięciu kulą zajęła 6. miejsce.
Na igrzyskach olimpijskich w 1948 w Londynie zajęła 6. miejsce w rzucie dyskiem, a w pchnięciu kulą odpadła w kwalifikacjach.
Była mistrzynią Holandii w rzucie dyskiem w  latach 1937–1944, 1944, 1948, 1949 i 1952–1954 oraz w pchnięciu kulą w 1937, 1938, 1940, 1941, 1944, 1948 i 1952.
Ostatni (brązowy) medal mistrzostw Holandii w rzucie dyskiem zdobyła w wieku 43 lat.
Pięciokrotnie poprawiała rekord Holandii w rzucie dyskiem do rezultatu 42,30 m, uzyskanego 18 sierpnia 1954 w Greven. W pchnięciu kulą była trzykrotną rekordzistką, do wyniku 12,40 m, osiągniętego 29 maja 1944 w Enschede. Jej rekord życiowy w rzucie dyskiem wynosił 43,63 m i pochodził z 1958.